# 艾爾文·達克
艾爾文·拉夫·達克（英語：Alvin Ralph Dark，1922年1月7日—2014年11月13日），綽號「Blackie」和「沼澤狐」，為美國職棒大聯盟的游擊手和總教練。1948年以單季3成22的打擊率拿下國聯新人王。
達克生涯一共入選3次明星賽，並成為國聯史上第一位單季敲出超過20轟的游擊手。他生涯4成11的長打率在他退休時是國聯游擊手史上第七高。生涯126轟在國聯游擊手排名也只落後給厄尼·班克斯和崔維斯·傑克森。達克在退休後轉任總教練，並曾帶領過巨人和運動家拿下聯盟冠軍，是史上第三位在兩個聯盟執教皆拿下聯盟冠軍的總教練。

## 早年
達克生於奧克拉荷馬州，並在路易斯安那州長大。後來他進入了當地的州立大學就讀，他在大學時期曾打過美式足球，並擔任球隊的四分衛。

## 大聯盟生涯

### 球員生涯
1948年，達克登上大聯盟。該年他以3成22的打擊率拿下國聯新人王，而且在MVP票選上拿下第三名。勇士隊也在他的幫助上拿下了睽違34年的國聯冠軍。然而達克在世界大賽的打擊率非常低迷，最後勇士2勝4敗輸給印地安人。1949年球季結束後，勇士將達克交易到巨人。他也馬上被總教練任命為球隊隊長。1951年，達克的打擊率為3成03，並敲出聯盟最多的41支二壘安打。巨人隊在那年拿下了國聯冠軍，進軍世界大賽。達克在那年的世界大賽上表現優異，打擊率高達4成17，還在第一場敲出了3分砲。不過最後球隊2勝4敗輸給洋基。接下來兩年，達克的打擊率都落在3成左右。1954年，他以2成93的打擊率和20轟拿下MVP票選第五名，巨人隊也重返世界大賽。這年世界大賽達克的打擊率高達4成12，並在每場比賽都敲出安打。最後巨人4連勝橫掃印地安人。1951、1952和1954年，達克都順利入選明星賽。1955年，他獲得了盧·賈里格紀念獎，成為大聯盟第一位獲得此獎的選手。
1956年6月，巨人隊將達克、Whitey Lockman、Ray Katt和Don Liddle交易至紅雀，換來瑞德·薛恩汀斯特、Jackie Brandt、Bill Sarni、Dick Littlefield、Bob Stephenson和Gordon Jones。1958年5月，他被交易到小熊隊。他在1958年和1959年的打擊率分別為2成95和2成64。由於小熊隊陣中游擊手已有厄尼·班克斯，因此達克被移往三壘。後來到他退休前都一直擔任三壘手。
1960年1月，小熊用達克和另外兩名球員向費城人交易明星外野手瑞奇·艾許伯恩。達克在費城人出賽55場比賽，打擊率為2成42。球季中他被交易到已經搬到密爾瓦基的勇士隊，那年他替勇士隊出賽50場比賽，打擊率2成98。1960年10月31日，勇士隊將他交易回巨人。不過巨人球團希望達克能成為總教練，最後達克選擇退休。總計他生涯打擊率為2成89，並敲出2089支安打與757分打點。另外他生涯也有9成59的守備率。根據棒球數據專家Bill James的觀點，他認為達克會遲遲無法入選名人堂很有可能是因為他在二戰期間服役造成他少了幾年多在大聯盟累積數據的機會。
1969年，巨人隊給球迷進行一場隊史各位置最佳球員的投票，而達克被球迷認為是巨人隊史的最佳游擊手。

### 執教生涯
1962年，才執教兩年的達克就將巨人送進了世界大賽。不過最後巨人與洋基鏖戰7場比賽過後敗下陣來。1964年，美國報紙Newsday在報導上指出達克批評隊上的拉丁裔、黑人與西班牙籍球員表現不佳，導致他們贏不了世界大賽。儘管達克事後說明媒體引述錯了他的話，不過許多人還是給達克貼上種族歧視的標籤，隨後他也被球團開除。
1965年，他在小熊隊擔任一年的教練後，隨後在隔年被選為運動家隊的總教練。當時運動家在前一年還是聯盟爐主，不過達克在隔年將他們的戰績拉上聯盟第七名。1967年8月，運動家老闆Finley認為陣中投手Lew Krausse行為粗暴而將他禁賽。達克認為老闆不應插手介入此事，結果反而被Finley開除。陣中三壘手Ken Harrelson在得知達克被開除後，曾批評Finley是球隊毒瘤，後來也被Finley釋出。
1968年，達克來到印地安人隊。那年印地安人在美聯排名第三，結果隔年球隊直接掉到分區爐主。後面兩個球季，印地安人的戰績都非常糟。最後達克在1971年球季中被解雇。
1973年，運動家隊總教練Dick Williams在帶隊奪下2連霸後辭職。於是Finley又找回了達克，而達克也幫助運動家拿下三連霸。成為洋基以外唯一一支拿下世界大賽三連霸的球隊。不過隨著球隊在1975年美聯冠軍賽被淘汰，達克再次被運動家解雇。1977年球季中，他在教士隊擔任總教練。不過球隊只拿下分區第5名。

#### 執教成績
| 球隊             | 開始年 | 結束年 | 例行賽戰績 | 例行賽戰績 | 例行賽戰績 | 季後賽戰績 | 季後賽戰績 | 季後賽戰績 |
| 球隊             | 開始年 | 結束年 | 勝         | 敗         | 勝率       | 勝         | 敗         | 勝率       |
| ---------------- | ------ | ------ | ---------- | ---------- | ---------- | ---------- | ---------- | ---------- |
| 舊金山巨人       | 1961年 | 1964年 | 366        | 277        | .569       | 3          | 4          | .429       |
| 堪薩斯市運動家   | 1966年 | 1967年 | 126        | 155        | .448       | -          | -          | -          |
| 克里夫蘭印地安人 | 1968年 | 1971年 | 266        | 321        | .453       | -          | -          | -          |
| 奧克蘭運動家     | 1974年 | 1975年 | 188        | 136        | .580       | 7          | 5          | .583       |
| 聖地牙哥教士     | 1977年 | 1977年 | 48         | 65         | .425       | -          | -          | -          |
| 總計             | 總計   | 總計   | 994        | 954        | .510       | 10         | 9          | .526       |
| 備註:            |        |        |            |            |            |            |            |            |

## 個人生活
達克生涯一共有兩段婚姻，第一段婚姻以離婚收場，後來又結了第二次婚。他與第一任妻子育有4個小孩，並和第二位收養了2個小孩。

## 晚年
1981年，達克入選路易斯安那州立大學運動員名人堂。5年後，他入選路易斯安那州立大學運動名人堂。
2014年11月13日，達克因為阿茲海默症在家中辭世，享耆壽92歲。

## 外部連結
- 球員資訊和成績在MLB，ESPN，Baseball-Reference，Fangraphs（英文）